# Qualifying School

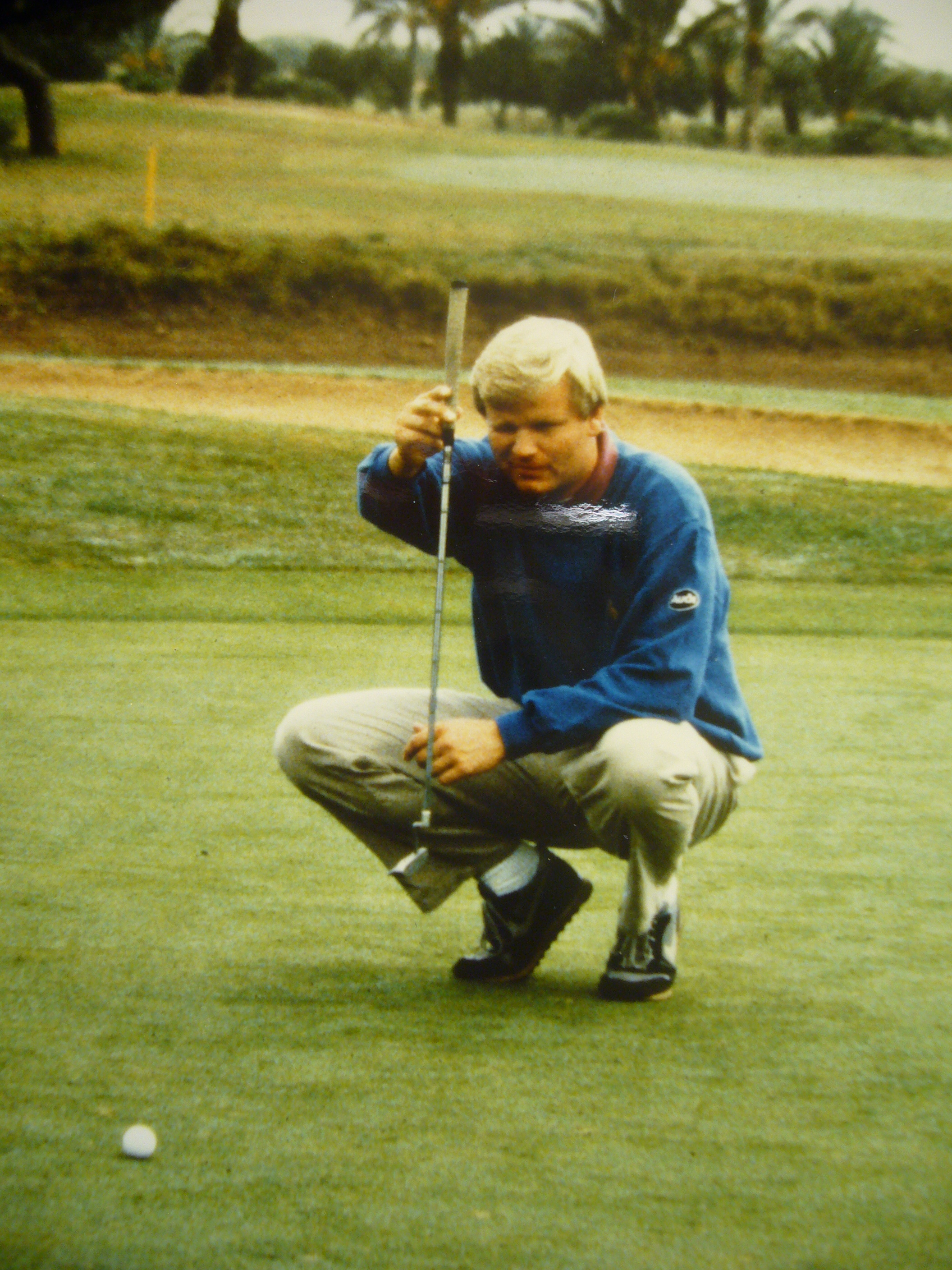
winnaar 1989

De Qualifying School, ook vaak Q-school of Tourschool genoemd, is een serie golfwedstrijden waarbij golfers proberen zich te kwalificeren voor deelname aan bepaalde golftours. De Tourschool bestaat voor diverse dames- en herentours.

## Noodzaak
Deelnemers proberen op de Tourschool spelerskaart (tourcard) te behalen. De Tours hebben zich zodanig ontwikkeld dat ieder jaar te veel professionals zich aanmelden om het volgende jaar te spelen. Er moet dus een selectie plaatsvinden. De Europese Tourschool werd in 1976 opgericht, de Amerikaanse in 1965. 
De bekendste Tourschools zijn onder meer voor deelname aan de Alps Tour, de EPD Tour, Europese Challenge Tour, de Europese Tour, de Ladies European Tour, de Nationwide Tour of de Amerikaanse PGA Tour, de Europese Senior Tour of de Champions Tour. Veel nationale tours hebben sinds enkele jaren ook een Tourschool.

## PGA Holland Tour
De Nederlandse Tourschool bestaat uit twee rondes. In 2010 deden 54 spelers mee, 25 kregen een kaart voor 2011.
| Jaar | Baan                | Winnaar             | Score | Score |
| ---- | ------------------- | ------------------- | ----- | ----- |
| 2010 | Golfbaan Naarderbos | Eduard Schwarz      | 146   | +4    |
| 2009 | Rijk van Nijmegen   | ??                  | ??    | ??    |
| 2008 | Rijk van Nijmegen   | Jan-Willem van Hoof | 136   | -8    |

## EPD Tour
De vijf beste spelers van de EPD Tour kwalificeren zich automatisch voor het volgende seizoen van de Challenge Tour. De nummers 6-10 mogen de eerste ronde van de Tourschool overslaan en direct naar de Second Stage.

## Challenge Tour en Europese Tour
Dertig spelers kunnen via de Tourschool een tourcard of spelerskaart winnen, honderden vallen ieder jaar af.
De eerste editie van de Tourschool werd in 1976 georganiseerd op twee banen in Engeland, op Walton Heath en Foxhills. De jongste speler die ooit een tourkaart heeft gehaald was in 1982 Magnus Persson, zijn leeftijd was toen 17 jaar en 116 dagen. Nicolas Colsaerts was 18 jaar en 8 dagen toen hij in 2000 zijn tourkaart haalde, hij staat nummer 3 op die lijst.
In 2007 waren er 3 series wedstrijden. Na iedere serie vallen er veel spelers af. Een serie wordt 'Stage' genoemd, dit is overgenomen van de Amerikaanse Tour School, die eerder werd opgezet.
Stage 1: er werden op zes locaties in Europa gelijktijdig voorrondes gespeeld. De wedstrijden bestaan uit 4 rondes, ongeveer 25% van de spelers mogen door naar 'Stage 2'.

Stage 2: er werd op vier verschillende banen in Spanje gespeeld. Iedere wedstrijd bestaat wederom uit vier rondes.

Stage 3, ook vaak de Final Stage genoemd, is één wedstrijd van zes rondes, die op twee verschillende banen in San Roque in Spanje wordt georganiseerd. De 30 à 40 spelers die zo een kaart halen, komen in categorie 11. Ieder jaar wordt van tevoren bekendgemaakt hoeveel spelers toegelaten kunnen worden.
Vroeger was de Final Stage van de Tourschool in Montpellier, Frankrijk, tegenwoordig in San Roque, Spanje.
Er zijn ook verschillende manieren om een spelerskaart te bemachtigen zonder naar de Tourschool te gaan.
- Via de Challenge Tour
  - 3 wedstrijden winnen op de Challenge Tour. Taco Remkes komt in 2009 hierdoor in categorie 10.
  - In de Top-10 eindigen op de Order of Merit van de Challenge Tour. Deze spelers komen in categorie 10B.
  - Medische verlenging: Joost Luiten kon door een blessure weinig spelen, en mag tien extra toernooien in 2009 spelen. Als hij daarmee genoeg verdient, mag hij de rest van het jaar doorgaan.

- Via de Order of Merit
  - Het kan voorkomen dat een speler geen tourkaart heeft maar toch, via uitnodigingen, een paar keer op een tourwedstrijd kan spelen. Als hij daarmee genoeg verdient en hoog genoeg op de Order of Merit komt, krijgt hij een tourkaart. Een recent voorbeeld is Matteo Manassero, die in mei 2010 zijn eerste toernooi op de Europese Tour speelde en zes maanden later op nummer 63 van de Race To Dubai stond. Hij hoefde dus niet naar de Tourschool.

### Winnaars
| 1976                | Walton Heath & Foxhills                         | David A Russell                          |         | Eerste Tourschool, georganiseerd door John Paramour en Tony Gray. 261 deelnemers, 127 kregen tourkaart en het recht aan de maandagtoernooien mee te doen die er soms waren om voor een toernooi te kwalificeren |
| 1977                | Foxhills                                        | Sandy Lyle                               |         | 307 deelnemers voor 100 plaatsen. Lyle verdiende £ 300. |
| 1978                | Foxhills                                        | Glenn Ralph Stephen Evans                |         | 350 deelnemers voor 80 plaatsen |
| 1979                | Dom Pedro Quinta do Lago, Portugal              |                                          |         | deelnemers over 2 banen gesplitst, 40 plaatsen per baan, 2x72 holes |
| 1980                | Dom Pedro Quinta do Lago, Portugal              | Manuel Montes                            |         | 35 plaatsen per baan, 1ste continentale winnaar, prijzengeld £ 1.000 per week |
| 1981                |                                                 | Anders Forsbrand Mats Lanner Paul Way    |         | 30 plaatsen, prijzengeld £ 2.000 per week |
| 1982                | La Manga Club                                   | José Rivero Grant Turner                 |         | Magnus Persson haalde zijn kaart. Hij was pas 17 jaar en 116 dagen. Hij is nog steeds de jongste die zijn tourkaart zo bemachtigde. |
| 1983                | La Manga Club                                   | Andrew Oldcorn David Ray Frédéric Regard |         | 326 deelnemers |
| 2 rondes - 2 Stages |                                                 |                                          |         | |
| 1984                | La Manga Club                                   | Robert Wrenn Jnr Jeff Sluman             |         | Voorheen behield de top-150 zijn tourkaart, in 1984 werd dat de top-125. Er kwam een kwalificatietoernooi (Stage 1, 4 rondes) voor het hoofdtoernooi (de Finals, 6 rondes), 388 deelnemers, 50 kaarten, prijzengeld £ 6.000. Sommige spelers kwalificeerden zich automatisch voor de Finals. De Tour trok veel intercontinentale spelers, 15 Amerikanen haalden een Tourkaart. |
| 1985                | La Manga Club                                   | José María Olazabal                      |         | prijzengeld £ 10.000, 31 intercontinentale spelers haalden hun kaart. John Paramour werd vervangen door Andy McFee. |
| 1986                | La Manga Club                                   | Wayne Smith                              |         | Stage 1 werd in Engeland gespeeld. |
| 1987                |                                                 | Mike Smith                               |         | Colin Montgomerie haalde zijn eerste tourkaart, Miguel Ángel Jiménez. Jesper Parnevik en Vijay Singh niet |
| 1988                | Golf de la Grande Motte, Montpellier            | Jesper Parnevik                          |         | Vijay Singh werd 2de, Jiménez 6de. |
| 1989                | Golf de la Grande Motte, Montpellier            | Heinz Peter Thuel                        |         | 497 deelnemers, Stage 1 en 2 bestonden ieder uit drie toernooien |
| 1990                | Massane & La Grande Motte                       | Daniel Silva                             |         | 542 deelnemers, Phillip Price, Per-Ulrik Johansson, Darren Clarke, Robert Karlsson, Peter Lonard en Thomas Levet haalden hun eerste tourkaart. |
| 1991                |                                                 |                                          |         | 554 deelnemers, 40 plaatsen, Stage 1 had drie toernooien, Stage 2 had er vier. |
| 1992                | Spanje                                          | Retief Goosen                            |         | Stage 1 en 2 hadden ieder vier toernooien |
| 1993                | The San Roque Club                              |                                          |         | Philip Golding won na 10x eindelijk zijn kaart |
| 1994                | The San Roque Club                              | David Carter                             |         | |
| 1995                | The San Roque Club Real Club de Golf Guadalmina | Steve Webster                            |         | 40 plaatsen + ties |
| 1996                | The San Roque Club Sotogrande                   | Niclas Fasth                             |         | |
| 1997                | The San Roque Club Real Club de Golf Guadalmina | Chris van der Velde                      | -8      | 750 spelers Chris won met laatste ronde van 69 Alberto Binaghi door bliksem getroffen |
| 1998                | The San Roque Club Real Club de Golf Sotogrande | Ross Drummond                            | -7      | ruim 500 deelnemers voor 44 plaatsen in in Stage 2, Finals voor 38 plaatsen |
| 3 rondes - 3 Stages |                                                 |                                          |         | |
| 1999                | The San Roque Club Real Club de Golf Sotogrande | Richard Timworth                         | -6      | 655 deelnemers, Vanaf 1999 spreekt men over Stage 1, 2 en de Finals, voorheen was dat PQ1 (Pre-Qualifying 1). Stages 1 en 2 werden uitgebreid tot 72 holes per toernooi Finals met 168 spelers en 6x18 holes |
| 2000                | The San Roque Club Real Club de Golf Sotogrande | Desvonde Botes                           | -18     | afscheid van Qualifying School Director Andy McFee Nicolas Colsaerts werd 5de. Inschrijfgeld was toen £ 800. |
| 2001                | The San Roque Club Real Club de Golf Sotogrande | Johan Sköld                              | -17     | |
| 2002                | Emporda Golf Club Golf Platja de Pals           | Per Nyman                                | -28     | |
| 2003                | Emporda Golf Club Golf Platja de Pals           | Richard McEvoy                           | -28     | In 2003 kreeg San Roque een tweede 18-holes golfbaan. Prijzengeld £ 109.000 |
| 2004                | The San Roque Club                              | Peter Gustafsson                         | -9      | Prijzengeld £ 135.000. |
| 2005                | The San Roque Club                              | Tom Whitehouse                           | -13     | prijzengeld £ 183.000. |
| 2006                | The San Roque Club                              | Alexandre Rocha Carlos Rodiles           | -15 -15 | Stage 1 krijgt 6 toernooien verdeeld over 2 weken, Stage 2 had 4 toernooien |
| 2007                | PGA Catalunya                                   | Martin Wiegele                           | -11     | |
| 2008                | PGA Catalunya                                   | Oskar Henningsson                        | -21     | 969 deelnemers uit 42 landen; de top-3 amateurs van de WAGR werden vrijgesteld van Stage 1. |
| 2009                | PGA Catalunya                                   | Simon Khan                               | -20     | |
| 2010                | PGA Catalunya                                   | Simon Wakefield                          | -21     | 34 haalden hun kaart, incl. 21 rookies |
| 2011                | PGA Catalunya                                   | David Dixon                              | -21     | 777 deelnemers, 30 plaatsen, Wil Besseling, Maarten Lafeber, Taco Remkes, Reinier Saxton en Tim Sluiter haalden een kaart |
| 2012                | PGA Catalunya                                   | John Parry                               | -19     | 25 plaatsen & ties; Wil Besseling en Taco Remkes kregen een kaart voor de Challenge Tour. |
| 2013                | PGA Catalunya                                   | Carlos Del Moral                         | -26     | Thomas Pieters eindigde op de 17de plaats en haalde zijn kaart Lafeber werd 48ste en gaat naar de Challenge Tour. |
| 2014                | PGA Catalunya                                   |                                          |         | |

### Records
Jongste spelers die een tourkaart haalden
| Naam              | Leeftijd             | Tourkaart |
| ----------------- | -------------------- | --------- |
| Magnus Persson    | 17 jaar en 116 dagen | 1982      |
| Alan Evans        | 17 jaar en 244 dagen | 1977      |
| Nicolas Colsaerts | 18 jaar en 8 dagen   | 2000      |
| Oliver Fisher     | 18 jaar en 64 dagen  | 2006      |
| Charl Schwartzel  | 18 jaar en 81 dagen  | 2002      |
| Steve Spittles    | 18 jaar en 168 dagen | 1980      |
| Mike McLean       | 18 jaar en 251 dagen | 1981      |
| Ian Woosnam       | 18 jaar en 254 dagen | 1976      |
| Paul Way          | 18 jaar en 273 days  | 1981      |

## Europese Senior Tour
De spelers van de Europese Senior Tour hebben sinds 1993 ook een Tourschool. Deze bestaat uit een Stage 1, waar de beste 72 spelers zich kwalificeren voor de Finals.   De eerste jaren werd de Tourschool gespeeld op Collingtree Park, sinds 2001 op de Pestana Golf Resort in Portugal. 
In 2014 bestond Stage 1 uit drie toernooien.

## Amerikaanse PGA Tour
In Amerika spreekt men alleen over de Qualifying School of Q-School. De eerste Q-School werd in 1965 gespeeld. Winnaar was John Schlee. Sinds die tijd promoveerden de top-25 van de Order of Merit van de Nationwide Tour automatisch naar de PGA Tour. De Qualifying School, die net als in Europa uit drie toernooien bestond, leverde ongeveer 25 plaatsen op en de top-125 van de PGA Tour behielden hun speelrecht.
Na seizoen 2013 verandert alles. De voormalige Q-School, waarvoor professionals en amateurs zich via voorrondes konden kwalificeren,  vervalt. Er komt nu een Q-School voor de nummers 126-200 van het vorige PGA seizoen en de top-75 van de Nationwide Tour. 

In de toekomst moeten spelers die de PGA Tour opwillen dat via de Nationwide Tour doen. In de komende periode zal het seizoen in oktober beginnen. Het sponorcontract met Nationwide vervalt na seizoen 2013, dus het is mogelijk dat de naam van die Tour dan verandert.

## Tour de las Americas
Deze Tour speelt in Latijns-Amerika. De Q-School is in januari en februari.